# 網谷道弘
網谷 道弘（あみたに みちひろ）は、日本の神職。近江神宮宮司。明治神宮権禰宜・禰宜・権宮司、大根地神社禰宜を歴任し、明治神宮崇敬会理事長、世界宗教者平和会議日本委員会理事、日本会議理事長などを務めた。

## 生涯
大学卒業後企業に就職した。結婚時、仲人になった明治神宮の宮司に「君みたいな人が神主になるといいんだよね」と言われたことが引っ掛かり、4年ほどのちに神職になることを決め、國學院大學に学んだ。
昭和60年（1985年）、明治神宮に奉職し、平成元年（1989年）に権禰宜に就任、平成19年（2007年）に禰宜に昇任した。
平成21年（2009年）9月27日、小石川大神宮秋季例祭に、明治神宮中島精太郎宮司の代理（来賓）として参列した。
平成22年（2010年）3月7日、小石川大神宮春季例祭に、中島宮司の代理（来賓）として参列した。
平成23年（2011年）、同宮権宮司に就任した。
平成24年（2012年）12月5日、笠間稲荷神社を正式参拝した。また、この年の8月3日・4日に開催された比叡山宗教サミット25周年記念「世界宗教者平和の祈りの集い」の実行委員には権宮司として名を連ねた。
平成29年（2017年）7月9日、平成の富士塚復興開山式が斎行され、これに参列した。9月6日、髙瀬神社を参拝した。
平成30年（2018年）9月4日、明治神宮崇敬会理事長として髙瀬神社を再び参拝した。10月13日、國學院大學合気道部の創部60周年記念祝賀会では乾杯の音頭を取った。11月27日、天皇陛下御即位奉祝委員会事務総長に就任した。
平成31年（2019年）1月29日、「明治の日」総決起集会が開催され、明治神宮崇敬会理事長（来賓）として出席した。
令和2年（2020年）1月2日、大宮八幡宮を参拝した。12月31日、天皇陛下御即位奉祝委員会事務総長の任期を終えた。
令和3年（2021年）4月1日、社務所担当権宮司九条道成が宮司に就任したことに伴い、道弘は兼任していた崇敬会理事長を辞して同日付で社務所担当権宮司に転じた。6月23日、世界宗教者平和会議日本委員会第22回評議員会が開催され、理事に就任した。同年、日本文化藝術財団評議員となっている。
令和4年（2022年）3月31日、権宮司を依願免職。6月21日、世界宗教者平和会議日本委員会第24回評議員会が開催され、その中で道弘の理事退任が承認された。同年中に、福岡県の大根地神社禰宜に転じた。
令和5年（2023年）7月1日、近江神宮宮司に就任した。前宮司の佐藤久忠に誘われての就任だという。就任直後の7日は燃水祭が斎行され、道弘が宮司として資源の安定供給を祈願した。

## 著作

### 寄稿
- 「祖国病むが故に陛下病めり」『祖国と青年』第111号、日本協議会、22-23頁、doi:10.11501/2842190、ISSN 0387-9437。

### 書籍出典
1. 1 2 3 4  『神社新報』令和5年7月10日, p. 2, 「本庁辞令」.
2. ↑  『奉公会時報』平成21年秋季号, p. 1, 「創立43年小石川大神宮秋季大祭」.
3. ↑  『奉公会時報』平成22年春季号, p. 1, 「創立44年小石川大神宮春季大祭」.
4. ↑  『胡桃』第30号, p. 12, 「笠間稲荷神社日誌」.
5. ↑  『世界宗教者平和の祈りの集い』, p. 95.
6. ↑  『越中一宮』第56号, p. 9, 「団体参拝日誌抄」.
7. ↑  『越中一宮』第61号, p. 10, 「団体参拝日誌抄」.
8. ↑  『合気道新聞』平成30年11月10日, p. 1, 「60周年：國學院」.
9. ↑  『大宮』第117号, p. 4, 「新春社頭往来」.
10. ↑  『代々木』令和3年夏号, p. 22, 「社務所・崇敬会だより」.
11. ↑  『神社新報』令和4年4月11日, p. 2, 「本庁辞令」.

### ウェブサイト出典
1. ↑  “設立20周年大会”.   日本会議. 2018年8月15日時点のオリジナルよりアーカイブ。2024年1月23日閲覧。
2. ↑  “松原のお富士さん「平成の富士塚」復興開山式を斎行しました”. 神道扶桑教：お知らせ.   神道扶桑教大教庁 (2017年7月9日). 2021年4月14日時点のオリジナルよりアーカイブ。2023年9月12日閲覧。
3. 1 2  “役員名簿”.   天皇陛下御即位奉祝委員会. 2023年9月1日時点のオリジナルよりアーカイブ。2023年9月12日閲覧。
4. ↑  “「明治の日」実現に向けて大いなる一歩 議員連盟とともに総決起集会!”.   「明治の日」推進協議会. 2020年9月21日時点のオリジナルよりアーカイブ。2023年9月12日閲覧。
5. ↑  “プロフィール：網谷道弘”.   日本文化藝術財団. 2023年9月1日時点のオリジナルよりアーカイブ。2023年9月12日閲覧。

### ウェブ新聞出典
1. 1 2 3  「「君みたいな人が神主になるといいんだよね」会社員から滋賀・近江神宮の宮司に」『京都新聞』京都新聞社、2023年8月29日。オリジナルの2023年8月29日時点におけるアーカイブ。2023年9月12日閲覧。
2. ↑  「WCRP創設50周年記念式典の概要決まる 日本委が第22回評議員会後に記者会見」『佼成新聞DIGITAL』佼成出版社、2021年7月1日。オリジナルの2021年8月2日時点におけるアーカイブ。2023年9月12日閲覧。
3. ↑  「WCRP日本委 第24回評議員会 昨年度事業報告など承認」『佼成新聞DIGITAL』佼成出版社、2022年6月30日。オリジナルの2022年7月15日時点におけるアーカイブ。2023年9月12日閲覧。
4. ↑  「滋賀：石油の恩恵に感謝」『読売新聞オンライン』読売新聞社、2023年7月8日。オリジナルの2023年7月11日時点におけるアーカイブ。2023年9月12日閲覧。

### 神社社報
- 『奉公会時報』第375号（平成21年秋季号）、佐佐木奉公会、2009年。
- 『奉公会時報』第377号（平成22年春季号）、佐佐木奉公会、2010年。
- 『胡桃』第30号、笠間稲荷神社、2012年12月。
- 『越中一宮』第56号、髙瀬神社社務所、2018年1月1日。
- 『越中一宮』第61号、髙瀬神社社務所、2019年4月1日。
- 『大宮』第117号（令和2年わかば祭り号）、大宮八幡宮社務所、2020年5月1日。
- 『代々木』第525号（令和3年夏号）、明治神宮社務所、2021年7月1日。

### 新聞記事
- 『合気道新聞』、合気会、2018年11月10日。
- 『神社新報』、神社新報社、2022年4月11日。
- 『神社新報』、神社新報社、2023年7月10日。

### その他
- 『比叡山宗教サミット25周年記念 世界宗教者平和の祈りの集い』比叡山宗教サミット25周年記念「世界宗教者平和の祈りの集い」実行委員会、2012年11月20日。